# Wladimir Sergejewitsch Grusdew

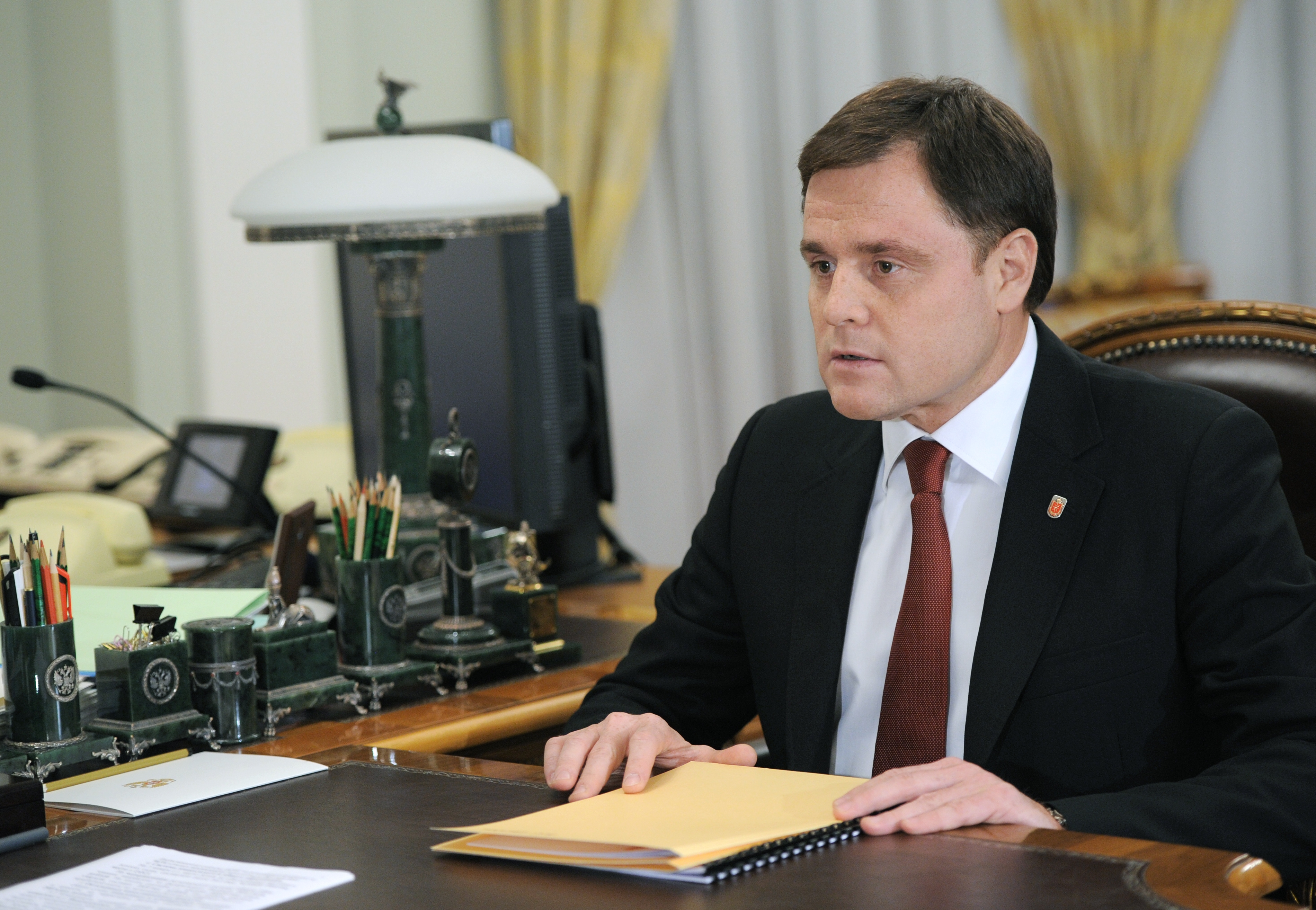
Wladimir Grusdew (2011)

Wladimir Sergejewitsch Grusdew (russisch Владимир Сергеевич Груздев, wiss. Transliteration Vladimir Sergejevič Gruzdev; * 6. Februar 1967 in Bolschewo, Oblast Moskau) ist ein russischer Unternehmer und Politiker.
Er war Abgeordneter in der Moskauer Stadtduma (2001–2003), der Staatsduma (2003–2011) und Gouverneur der Oblast Tula (2011–2016). Seit 2007 ist er Vorsitzender der Vereinigung junger Unternehmer in Russland, seit Dezember 2016 Vorsitzender des Vorstands der Vereinigung der Rechtsanwälte in Russland.

## Bildung und Militärdienst
1984 absolvierte er die Moskauer Suworow-Militärschule und trat in das Militärinstitut des Verteidigungsministeriums der UdSSR ein. Er spricht Spanisch, Portugiesisch und Englisch. Kadett Grusdew arbeitete als Übersetzer in Angola und Mosambik.
Nachdem er ein Diplom mit Auszeichnung erhalten hatte, wurde er 1991 in den Auslandsgeheimdienst der Russischen Föderation geschickt, den Nachfolger der Ersten Hauptabteilung des KGB der UdSSR. Im Dienst verbrachte Grusdew jedoch nur zwei Jahre: Die Zeit fiel gerade mit dem Zusammenbruch der UdSSR zusammen. 1993, im Alter von 26 Jahren, entschied Grusdew, den Geheimdienst zu verlassen und sich selbst im Geschäftsleben zu versuchen.
2000 erhielt er einen zweiten Abschluss an der Rechtswissenschaftlichen Fakultät der Moskauer Staatlichen Universität. 2003 verteidigte er seine Dissertation an der Moskauer Universität des Innenministeriums zum Thema „Der rechtliche Status von Beamten der Russischen Föderation und die organisatorischen und rechtlichen Grundlagen für Ausbildung, Umschulung und Fortbildung“.

## Geschäftsaktivitäten
Nach seinem Austritt aus dem Geheimdienst 1993 kam Grusdew auf Einladung eines Schulfreundes in die Gruppe „Olbi“. Im selben Jahr war er Mitgründer der Supermarktkette „Siebter Kontinent“, deren erster Laden Ende 1993 eröffnet wurde. 1994–1996 war Grusdew Vorstandsvorsitzender, 1996–1997 der erste stellvertretende Vorsitzende des Verwaltungsrates und 1997 der Vorsitzende. Anfangs hatten alle Mitgründer gleiche Anteile von 12,5 %, aber Grusdew und Alexander Sanadworow, Vorstandsvorsitzender der Sobinbank, erwarben nach und nach Anteile des Unternehmens.
Mitte der 2000er-Jahre besaßen Grusdew und Sanadworow die Hälfte des „Siebten Kontinents“. Im Zeitraum 2008–2010 kaufte der Fonds für die Familie Grusdew, vertreten durch seine Frau Olga und seine Mutter Nelli Grusdewa, etwa 20 % des siebten Kontinents. Im Oktober 2010 kaufte Sanadworow das gesamte Paket, das Grusdew gehörte, aus dem Familienfonds aus und zahlte etwa 400 Millionen US-Dollar.
Das vereinigte Unternehmen Modny Kontinent wurde im Jahr 2002 auf der Grundlage der Bekleidungsgeschäfte „7th Element“, „007“, „7th Floor“ und anderer Marken, die Teil der Struktur „Siebter Kontinent“ waren, gegründet. Grusdews Anteil am Unternehmen betrug 28 %. Der erste Incity-Store wurde im Frühjahr 2005 in Okhotny Ryad eröffnet. 2007 erwarb Modny Kontinent einen vom United Capital Partners-Fonds vertretenen Portfolioinvestor. Infolge mehrerer Transaktionen zog sich eine Reihe von Mitbegründern aus dem Unternehmen zurück, UCP erhielt 25 % und der Familienfonds Grusdew wurde mit 61 % zum Haupteigentümer des Modny Kontinents.
Einer Meldung des Nachrichtenportals Business Insider zufolge, soll Grusdew als Vertrauter des russischen Präsidenten Wladimir Putin seine Londoner Luxuswohnung an seine achtjährige Tochter überschrieben haben, um Sanktionen und einer möglichen Enteignung zu entgehen. Die Tochter sei im Februar 2022 erstmals als Eigentümerin der Immobilie geführt worden; ungefähr drei Wochen vor Beginn des russischen Angriffskriegs gegen die Ukraine.
Das Nettovermögen Grusdews wurde laut Wirtschaftsmagazin Forbes im Jahre 2021 auf etwa 900 Millionen Dollar geschätzt.

## Politische Aktivität
1995 trat Grusdew zum ersten Mal für die Staatsduma der II. Einberufung im Wahlbezirk Nr. 203 von Cheryomushkinsky an. Diese Wahlen, wie auch die anschließenden Wahlen zur Duma der III. Einberufung 1999, gingen vom Unternehmer verloren, 2001 ging er jedoch in die Moskauer Stadtduma der III. Einberufung von 27 Mu Wahlkreis, der Nord-Butowo, Süd-Butowo und Jassenewo umfasste.
Als Abgeordneter der Moskauer Stadtduma leitete Grusdew die Arbeitsgruppe für Personalpolitik der Moskauer Gerichte, war Mitglied der Haushalts- und Finanzkommission, der Rechts- und Sicherheitskommission, der Unternehmerkommission, der Bildungskommission und der gemeinsamen Kommission der Moskauer Stadt und der Moskauer Regierung für den ordnungspolitischen Rahmen für Land- und Immobilienbeziehungen.
In der Staatsduma der IV. Einberufung trat Grusdew der Fraktion der Partei Einiges Russland bei, arbeitete als stellvertretender Vorsitzender des Ausschusses für Zivil-, Straf-, Schiedsgerichtsbarkeit und Verfahrensrecht und war Mitglied der Kommission für die Ausübung der Wahlgesetzgebung.
In der Duma der V. Einberufung arbeitete Grusdew weiterhin im Ausschuss für Zivil-, Straf-, Schiedsgerichtsbarkeit und Verfassungsgesetzgebung.
29. Juli 2011 zum stellvertretenden Gouverneur der Oblast Tula ernannt. Am 11. August 2011 hat der russische Präsident Dmitri Medwedew die Kandidatur von Wladimir Grusdew für die Prüfung der Regionalduma von Tula eingereicht, um ihn mit den Befugnissen des Gouverneurs zu beauftragen.
Am 18. August 2011 fand im Tulaer Kreml die offizielle Einweihungszeremonie von Wladimir Grusdew als Gouverneur der Oblast Tula statt.
Am 2. Februar 2016 trat er freiwillig zurück. Als Grund für den Rücktritt wurden familiäre Umstände angegeben (der Gouverneur hatte damals eine Tochter).

## Weitere gesellschaftliche Aktivitäten
Im Sommer 2007 nahm Grusdew an einer Polarexpedition auf dem wissenschaftlichen Schiff Akademik Fedorov teil, bei der er am 2. August 2007 im Rahmen der Besatzung der Mir-1-Bathyscap, die vom Ozeanologen Anatoli Michailowitsch Sagalewitsch pilotiert wurde, am Nordpol bis zu einer Tiefe von 4261 Metern tauchte.
Grusdew ist Mitglied der Assoziation der Rechtsanwälte Russlands (AYUR). Seit 2009 war er stellvertretender Vorsitzender des Vorstands der Vereinigung und im Dezember 2016 wurde er zum Vorsitzenden des Vorstandes gewählt.
Im April 2017 trat Grusdew als Vorsitzender des AYuR in die Regierungskommission für gesetzgeberische Aktivitäten ein. Im Mai wurde er Co-Vorsitzender des Public Procedures Centre für Unternehmen gegen Korruption, das 2011 auf Anordnung der russischen Regierung unter Beteiligung der öffentlichen Organisation Business Russia gegründet wurde. Mit der Teilnahme von Grusdew wurde eine neue Fassung des Gesetzesentwurfs zur Änderung des Verfahrens zur Erfassung des Zeitpunkts der vorläufigen Untersuchung in der Strafzeit angenommen, der von der Staatsduma in der ersten Lesung im Juni 2018 angenommen wurde.

## Wohltätigkeit
Grusdew ist Mitglied des Kuratoriums der Moskauer Suworow-Militärschule, des MGIMO, der gemeinnützigen Stiftung „Öffentliches Institut für soziale Strategie und Taktik“ an der Staatlichen Universität Moskau und der gemeinnützigen Stiftung „Kreuzer Warjag“. Grusdew arbeitet eng mit den russischen militärhistorischen Gesellschaften zusammen, ist Mitglied des Kuratoriums der Organisation und führte, in den Jahren der Führung der Oblast Tula, das Kuratorium seiner regionalen Abteilung.
Grusdew hat 2016–2017 die Wiedererrichtung des Denkmals für Großfürst Sergei Alexandrowitsch auf dem Territorium des Moskauer Kremls finanziell unterstützt, das von der Stiftung «Елисаветинско-Сергиевское просветительское общество» geleitet wurde. Das Denkmal wurde im Mai 2017 eröffnet.

## Privatleben
- Sein Vater Sergei Grusdew war Berufssoldat, die Mutter Nelli Grusdewa Lehrerin für Chemie und Biologie an der Sekundarschule.
- Der Ehepartner ist Olga Grusdewa (seit 1994 verheiratet)[16][17]
- Er hat zwei Töchter und zwei Söhne[18]

## Auszeichnungen
- Alexander-Newski-Orden (30. Januar 2017).[19]
- Verdienstmedaille (Федеральная служба судебных приставов) (22. Oktober 2013).
- Verdienstorden für das Vaterland IV. Klasse (2. Februar 2013) – für viele Jahre fleißiger Arbeit und großartiger gemeinnütziger Aktivitäten.[20]
- Verdienstorden für das Vaterland, III. Klasse (9. Januar 2008) – für den Mut unter extremen Bedingungen während der arktischen Tiefsee-Expedition „Arctic Arctic“.[21]
- Verdienstorden für das Vaterland, II. Klasse (21. März 2007) – für Verdienste um die Stärkung der Rechtsstaatlichkeit, den Schutz der Rechte und berechtigten Interessen der Bürger und viele Jahre fleißiger Arbeit.
- Medaille „Für Verdienste im Kampf“ (1989).[22]
- Abzeichen „zum Soldaten-Internationalisten“ (Нагрудный знак «Воину-интернационалисту»).[23][24]